# Orquesta Sinfónica de Melbourne
La Orquesta Sinfónica de Melbourne (en inglés, Melbourne Symphony Orchestra, abreviada como MSO) es una orquesta australiana con sede en Melbourne, que fue fundada en 1906. Su sala de conciertos habitual es el Hamer Hall de Melbourne. La orquesta cuenta con su propio coro, el MSO Chorus, tras la integración con la Melbourne Chorale en 2008.
La agrupación depende de la financiación del Gobierno Estatal de Victoria y del Gobierno de Australia, así como del apoyo de empresas privadas y donantes. Cuenta con el apoyo de Symphony Services International. Sophie Galaise se incorporó a la MSO como su primera mujer directora general en 2016. Su presidente es David Li desde 2021.

## Historia
Los orígenes de esta orquesta se remontan a 1906, en que fue fundada por el músico y director Alberto Zelman con el nombre de Albert Street Conservatorium Orchestra. Esta orquesta dio su primer concierto el 11 de diciembre de 1906. En 1923 Bertha Jorgensen se convirtió en la primera mujer directora de una orquesta profesional en Australia, y llegó a tocar con la orquesta durante 50 años, convirtiéndose en la mujer que más tiempo ha dirigido una orquesta a escala internacional. En 1927 la Albert Street Conservatorium Orchestra se fusionó con la Melbourne University Symphony Orchestra para formar la Melbourne Symphony Orchestra. En 1934 la MSO se convirtió en una de las orquestas de radio de la Australian Broadcasting Commission.
En 1949 adoptó el nuevo nombre de Victorian Symphony Orchestra, que mantuvo hasta 1965 en que volvió a recuperar la denominación Orquesta Sinfónica de Melbourne. Tras la reestructuración de la Australian Broadcasting Commission en una corporación, en 1997 la MSO se convirtió en una filial al cien por cien de la ABC. Se convirtió en una empresa independiente cuando las seis orquestas estatales de Australia se desvincularon de la corporación en 2007.
El director titular más antiguo de la MSO fue Hiroyuki Iwaki (1974-1997), que fue nombrado director laureado en 1989 y ocupó el cargo hasta su fallecimiento en 2006. El último director titular de la orquesta, Andrew Davis, fue nombrado en junio de 2012. Davis ofreció sus conciertos inaugurales como director titular de la MSO en 2013, tras haber debutado con la orquesta en 2009. La MSO también trabaja con el principal director residente Benjamin Northey, el principal director invitado Xian Zhang y directores invitados como Thomas Adès, John Adams, Tan Dun, Markus Stenz y Simone Young.
La MSO fue la primera orquesta australiana en actuar en el extranjero, en Nueva Zelanda en 1965), y la primera en tocar en el Carnegie Hall de Nueva York en 1970. Sus giras por el extranjero –Estados Unidos, Canadá, Japón, Corea, Europa (2000, 2007, 2014), China (2002), San Petersburgo (2003) y Japón (2005)– le han valido un amplio reconocimiento internacional. En enero de 2000, bajo la batuta del entonces director titular y artístico Markus Stenz, la MSO representó a Australasia en el Festival de los cinco continentes en las Islas Canarias junto a otras orquestas como la Filarmónica de Berlín y la Filarmónica de Nueva York. En enero de 2007 el conjunto emprendió su segunda gira europea, visitando cinco ciudades de España (Castellón, Barcelona, Zaragoza, Pamplona y Madrid), París, Berlín y Milán.
Andrew Davis asumió el cargo de director titular en 2013. Durante su mandato, la MSO debutó en cinco de los festivales de música clásica, incluidos los Proms y el Festival Internacional de Edimburgo. En julio de 2015 la orquesta prorrogó el contrato de Davis hasta 2019. Davis concluyó su dirección titular de la MSO a finales de diciembre de 2019.
La Dra. Sophie Galaise fue anunciada como directora titular en enero de 2016. En 2021 Galaise fue reconocida por Musical America como una de las 30 mejores profesionales del año, y en 2022 fue reconocida por la Asia Society Australia como Melbourne Asia Game Changer.
En abril de 2020, a raíz de la pandemia de COVID-19 y la cancelación de actuaciones en directo, la dirección se vio obligada a «dar de baja» temporalmente a los músicos de la MSO y a parte del personal administrativo. Además del programa "JobKeeper" del gobierno australiano, la Junta de la MSO prometió 1 millón de dólares para apoyar a los músicos y al personal. En diciembre de 2020 la MSO lanzó su plataforma de streaming digital a la carta, MSO.LIVE, que retransmite actuaciones para el público en casa.
Jaime Martín Delgado dirigió por primera vez como director invitado a la MSO en junio de 2019, y volvió para una nueva aparición como director invitado en febrero de 2021. En junio de 2021 la MSO anunció su nombramiento como su próximo director titular, y dirigió su primera actuación como director titular en Hamer Hall en febrero de 2022. En marzo de 2024 la orquesta anunció la ampliación del contrato de Martín como director titular hasta 2028, con la adición del título de asesor artístico.
En noviembre de 2022 la MSO anunció su asociación con la Sinfónica de Londres. El acuerdo entre ambas agrupaciones permite la colaboración intercultural entre los dos países e incluye giras recíprocas en Australia y el Reino Unido, facilitando el intercambio de artistas emergentes y la co-comisión de actuaciones y actividades, incluyendo innovaciones digitales, como LSO Live y MSO.LIVE.

## Directores
- 1906–1927 Alberto Zelman, en Albert Street Conservatorium Orchestra.
- 1927–1932 Fritz Hart
- 1932–1937 Fritz Hart, Bernard Heinze, directores generales conjuntos.
- 1936–1947 Joseph Post, director asociado adjunto.
- 1937–1950 Bernard Heinze
- 1950–1951 Alceo Galliera
- 1952–1953 Juan José Castro
- 1953–1955 Walter Susskind
- 1956–1959 Kurt Wöss
- 1960–1965 Georges Tzipine
- 1967–1970 Willem van Otterloo
- 1971–1972 Fritz Rieger
- 1974–1997 Hiroyuki Iwaki
- 1998–2004 Markus Stenz
- 2005–2009 Oleg Caetani
- 2013–2019 Andrew Davis
- 2022–presente Jaime Martín Delgado

## Discografía selecta
Entre los discos más recientes de la MSO figuran Cuatro últimas canciones, Don Juan y Also sprach Zarathustra de Richard Strauss en el sello ABC Classics. La MSO ha publicado recientemente Harold en Italie de Berlioz con James Ehnes, así como las Sinfonías n.º 1 y n.º 2 de Ives, ambas dirigidas por Andrew Davis en el sello Chandos.
Álbumes más vendidos.
| Álbum                                     | Detalles                                                                  | Puesto en las listas AUS | Certificaciones    |
| ----------------------------------------- | ------------------------------------------------------------------------- | ------------------------ | ------------------ |
| Music for Dreaming                        | - Publicado: 1995 - Formato: CD - Sello: Sound Impressions/Sony (MDCD001) | 98                       | - ARIA: 2× Platino |
| Live in Australia (con Meat Loaf)         | - Publicado: 1994 - Formato: CD - Sello: Warner (5046-75070-2)            | 20                       | - ARIA: Oro        |
| Classical Spectacular                     | - Publicado: 2005 - Formato: CD - Sello: Decca (4768903)                  | 47                       |                    |
| My Life Is a Symphony (con Kate Ceberano) | - Publicado:-5-2023 - Formato: CD, digital - Sello: ABC Music (ABCM0016)  | 6                        |                    |

## Premios y nominaciones

### Premios ARIA
Los Australian Independent Record Awards, conocidos informalmente como Premios ARIA, se otorgan en una gala anual que reconoce, promueve y celebra el éxito del sector de la música independiente en Australia.
| Año  | Nominado                                                                         | Galardón                                         | Resultado | Ref.          |
| ---- | -------------------------------------------------------------------------------- | ------------------------------------------------ | --------- | ------------- |
| 2023 | Blueback (Original Motion Picture Score) (con Benjamin Northey & Nigel Westlake) | Mejor álbum o EP de música clásica independiente | Nominado  | [ 25 ] [ 26 ] |

### Premios APRA
Desde 2003 APRA AMCOS (Australasian Performing Right Association y Australasian Mechanical Copyright Owners Society) se ha combinado con AMC (Australian Music Centre) para presentar los premios de música clásica en una ceremonia anual como parte de los Premios de música APRA. En 2011, los Classical Music Awards pasaron a denominarse Art Music Awards.
| Año  | Nominado | Galardón                                                   | Resultado | Ref.          |
| ---- | --- | ---------------------------------------------------------- | --------- | ------------- |
| 2003 | "End of All Journeys" (Andrew Batterham) – MSO | Obra orquestal del año                                     | Nominado  | [ 28 ] [ 29 ] |
| 2005 | Moments of Bliss (Brett Dean) – MSO | Mejor interpretación de una composición australiana        | Nominado  | [ 30 ] [ 31 ] |
| 2006 | Oboe Concerto (Ross Edwards) – MSO, Diana Doherty | Obra orquestal del año                                     | Nominado  | [ 32 ] [ 33 ] |
| 2006 | Community Outreach 2005 Program – MSO | Contribución destacada a la educación musical en Australia | Nominado  | [ 32 ] [ 33 ] |
| 2007 | Welcome to the MCG (Christopher Gordon) – MSO, Lyn Williams                                                                                           | Obra orquestal del año                                     | Nominado  | [ 34 ] [ 35 ] |
| 2008 | 90 Minutes Circling the Earth (Stuart Greenbaum) – MSO, Brett Kelly                                                                                   | Obra orquestal del año                                     |           | [ 36 ] [ 37 ] |
| 2008 | Glass Soldier Suite (Nigel Westlake) – MSO, Geoffrey Payne, Jean-Louis Forestier                                                                      | Obra orquestal del año                                     | Nominado  | [ 36 ] [ 37 ] |
| 2008 | Musaic (Anne Cawrse) – MSO, Kevin Field | Obra orquestal del año                                     | Nominado  | [ 36 ] [ 37 ] |
| 2008 | Oboe Concertante (Margaret Sutherland) – MSO, Jiří Tancibudek, Patrick Thomas                                                                         | Obra orquestal del año                                     | Nominado  | [ 36 ] [ 37 ] |
| 2008 | Hunger – MSO's ArtPlay ensemble | Contribución destacada a la educación musical en Australia | Ganador   | [ 36 ] [ 37 ] |
| 2009 | Noumen (Robert Dahm) – MSO, Reinbert de Leeuw | Obra orquestal del año                                     | Nominado  | [ 38 ] [ 39 ] |
| 2012 | Gardener of Time (Barry Conyngham) – MSO | Obra orquestal del año                                     | Nominado  | [ 40 ] [ 41 ] |
| 2014 | The Last Days of Socrates (Brett Dean, Graeme Ellis) – MSO and Chorus, Peter Coleman-Wright, Simone Young                                             | Obra orquestal del año                                     | Nominado  | [ 42 ] [ 43 ] |
| 2014 | The Last Days of Socrates (Brett Dean, Graeme Ellis) – MSO and Chorus, Peter Coleman-Wright, Simone Young                                             | Interpretación del año                                     | Ganador   | [ 42 ] [ 43 ] |
| 2022 | The Rest Is Silence (Anne Cawrse) – MSO, Michael Pisani, Nicholas Carter                                                                              | Obra del año: Gran ensemble                                | Nominado  | [ 44 ] [ 45 ] |
| 2022 | Love Is a Temporary Madness, The Symphonic Suite (Vanessa Perica) – MSO, Vanessa Perica Orchestra, Benjamin Northey                                   | Interpretación del año: Jazz / Música improvisada          | Nominado  | [ 44 ] [ 45 ] |
| 2022 | WATA (Paul Grabowsky, Daniel Wilfred, David Wilfred) – MSO, Australian Art Orchestra, Paul Grabowsky, Daniel Wilfred, David Wilfred, Benjamin Northey | Interpretación del año: Composición anotada                | Ganador   | [ 44 ] [ 45 ] |

### Premios de música ARIA
Los ARIA Music Awards es una ceremonia anual de entrega de premios que reconoce la excelencia, la innovación y los logros en todos los géneros de la música australiana. Comenzaron a celebrarse en 1987.
| Año  | Nominado | Galardón                                                    | Resultado | Ref.          |
| ---- | --- | ----------------------------------------------------------- | --------- | ------------- |
| 1991 | Percy Grainger: Orchestral Works (con Geoffrey Simon) | Mejor álbum clásico                                         | Nominado  | [ 46 ]        |
| 1994 | Violin Concertos (con Dene Olding & Hiroyuki Iwaki) | Mejor álbum clásico                                         | Nominado  | [ 46 ]        |
| 1995 | Simple Gifts (con Yvonne Kenny & Vladimir Kamirski) | Mejor álbum clásico                                         | Ganador   | [ 46 ]        |
| 1999 | The Eternal Rhythm (con Vernon Handley) | Mejor álbum clásico                                         | Nominado  | [ 46 ]        |
| 2001 | Music from the Motion Picture – The Dish | Mejor banda sonora original                                 | Ganador   | [ 47 ]        |
| 2013 | Catch Me If You Can (con Amy Dickson) | Mejor álbum clásico                                         | Nominado  | [ 48 ]        |
| 2013 | Missa Solis: Requiem for Eli (con Nigel Westlake) | Mejor álbum clásico                                         | Nominado  | [ 48 ]        |
| 2014 | Ades Polaris / Stanhope Piccolo Concerto (con Andrew Macleod, Benjamin Northey & Markus Stenz)                                                                              | Mejor álbum clásico                                         | Nominado  | [ 49 ]        |
| 2015 | Paper Planes – Original Motion Picture Soundtrack (con Nigel Westlake) | Mejor álbum original de banda sonora, reparto o espectáculo | Nominado  | [ 47 ]        |
| 2017 | Medtner: Piano Concerto No. 1 / Rajmáninov: Piano Concerto No. 2 (con Jayson Gillham & Benjamin Northey)                                                                    | Mejor álbum clásico                                         | Nominado  | [ 46 ]        |
| 2022 | Ross Edwards: Frog and Star Cycle / Symphonies 2 & 3 (con Amy Dickson, Colin Currie, Lothar Koenigs, Yvonne Kenny, David Zinman, Sydney Symphony Orchestra, & Markus Stenz) | Mejor álbum clásico                                         | Nominado  | [ 50 ] [ 51 ] |
| 2022 | The Enchanted Loom: Orchestral Works by Carl Vine (con Sir Andrew Davis) | Mejor álbum clásico                                         | Ganador   | [ 50 ] [ 51 ] |
| 2023 | Blueback – Original Motion Picture Soundtrack By Nigel Westlake (con Benjamin Northey)                                                                                      | Mejor álbum original de banda sonora, reparto o espectáculo | Nominado  | [ 52 ]        |

### Premios Helpmann
En los Premios Helpmann la orquesta ha sido varias veces nominada y también se le han concedido galardones.
- 2003 – Nominada dos veces a "Mejor presentación de concierto clásico".
- 2004 – Nominada a "Mejor interpretación en un concierto de música clásica" – MSO, Marcus Stenz.
- 2007 – Ganadora de "Mejor interpretación en un concierto de música clásica".
- 2008 – Ganadora de "Mejor interpretación en un concierto de música clásica".
- 2011 – Nominada dos veces a "Mejor concierto de orquesta sinfónica".
- 2015 – Nominada dos veces a "Mejor concierto de orquesta sinfónica".